# Passiflora angusta
Passiflora angusta är en passionsblomsväxtart som beskrevs av Feuillet och J.M.Macdougal. Passiflora angusta ingår i släktet passionsblommor, och familjen passionsblomsväxter. Inga underarter finns listade i Catalogue of Life.